# Pablo Morais
Pablo Morais (Goiânia, 4 de fevereiro de 1993) é um ator, modelo, cantor e compositor brasileiro.

## Biografia
Nascido em Goiânia, aos 11 anos, ele e sua família se mudaram para o Rio de Janeiro. Desde pequeno, Pablo já demonstrava interesse pela arte, com apenas 9 anos de idade, fazia tecido acrobático e balé. Por conta da sua carreira como modelo, morou um tempo em Nova York, aproveitando a temporada para estudar inglês e fazer cursos livres de interpretação.

## Carreira
Iniciou sua carreira artística quando tinha apenas 14 anos, fazendo trabalhos como modelo e aulas de teatro com Guti Fraga no grupo Nós do Morro e um curso do Suassuna. Enquanto aprofundava seus estudos na arte de atuar, posava para diversos ensaios fotográficos. Como modelo, fez trabalhos para revistas e marcas como Vogue, Vanity Fair, Visionaire, Vivara e Blue Man e já foi fotografado por Mario Testino, Terry Richardson, Ricky Jay e Bruce Weber.
Seu primeiro trabalho como ator, foi no cinema em 2011, participando do longa metragem Desenrola como Gil. Estreou na televisão em 2012, como o personagem Bacana em Suburbia, série exibida na Rede Globo. No ano seguinte, participou de Sangue Bom, sua primeira novela, como Jonathan James. Em 2015 voltou para Nova York para estudar música no Lincoln Center junto com o produtor musical americano Venus Brown, com quem escreveu músicas que foram produzidas por Venus que deram origem a sua banda Tribo de gênero Rock. Em Las Vegas, através do estúdio Mário Caldato gravou a música A Bola Não Cai em parceria com o cantor Seu Jorge. Em 2016, apresentou seu grupo fazendo shows em diversas cidades do país.
Em 2016, foi escalado para a primeira fase da novela das nove Velho Chico interpretando Cícero. No mesmo ano, viveu o pescador Nuno na novela das seis Sol Nascente. Em 2017 interpretou Deco, na vigésima quinta temporada de Malhação: Viva a Diferença. No mesmo ano assinou contrato com a gravadora Universal Music e lançou seu primeiro single "Eu To Afim" em parceria com a atriz Nanda Costa. Em 2018, lançou seu primeiro EP intitulado Treta com seis músicas inéditas, todas com videoclipes. Em 2018, viveu o sedutor Tomé da novela das nove Segundo Sol. No mesmo ano, junto do amigo e produtor Rodolpho Ferreira, montou o coletivo Cigano’s, cuja inspiração vem do grupo norte-americano de hip hop e trap Migos, lançando o EP Lírica Latina com cinco faixas inéditas.Em 2019 ,Pablo juntamente a Korsain(Diego Akio) criam o Album Rock Santo ,com influencias de TRAP ,Grime ,BoomBap e Funk, com letras pessoais e estridentes .  Em 2019, interpretou o bandido Aranha no longa Happy Hour: Verdades e Consequências. Em 2019, foi contratado pela RecordTV para interpretar o rei Nimrod, construtor da Torre de Babel na novela bíblica Gênesis, contracenando com a atriz Francisca Queiros, que interpretará Semíramis.

## Vida pessoal
Entre 2010 e 2012, namorou por dois anos a atriz e modelo Agatha Moreira, na época os dois trabalhavam juntos como modelos, chegando a morar juntos em Nova York. Em 2016 teve um breve relacionamento com a cantora Anitta. Em dezembro do mesmo ano, assumiu namoro com a atriz Letícia Almeida, com o relacionamento chegando ao fim em fevereiro de 2017. Em outubro de 2019, assumiu namoro com a atriz Juliana Calderi.

## Filmografia

### Televisão
| Ano  | Título                     | Personagem                         | Notas                               |
| ---- | -------------------------- | ---------------------------------- | ----------------------------------- |
| 2012 | Suburbia                   | Bacana                             |                                     |
| 2013 | Sangue Bom                 | Jonathan de Alencar Castro (James) | Episódio: "29 de abril"             |
| 2016 | Velho Chico                | Cícero (jovem)                     | Episódios: "30 de março–9 de abril" |
| 2016 | Sol Nascente               | Nuno                               |                                     |
| 2017 | Malhação: Viva a Diferença | Adalberto dos Santos (Deco)        |                                     |
| 2018 | Segundo Sol                | Tomé                               |                                     |
| 2021 | Gênesis                    | Ninrode                            | Fase: Torre de Babel                |
| 2022 | Além da Ilusão             | Marcos Valdez                      |                                     |

### Cinema
| Ano  | Título                                | Personagem            |
| ---- | ------------------------------------- | --------------------- |
| 2011 | Desenrola                             | Gil                   |
| 2019 | Happy Hour - Verdades e Consequências | Aranha                |
| 2023 | As Aventuras de Poliana - O Filme     | Leonardo Salles (Léo) |
| 2024 | Meu Sangue Ferve por Você             | Claudinho             |

## Teatro
| Ano  | Título                   |
| ---- | ------------------------ |
| 2008 | Os Sete Pecados Capitais |